# Dirk Berg-Schlosser
Dirk Berg-Schlosser (* 10. Dezember 1943 in Ruhlsdorf, Landkreis Schweinitz, Provinz Sachsen) ist ein deutscher Politikwissenschaftler. Er lehrte von 1985 bis 2009 an der Philipps-Universität Marburg.

## Leben und Wirken
Berg-Schlosser wuchs im hessischen Alsfeld auf, wo er 1963 am Albert-Schweitzer-Gymnasium das Abitur ablegte. Er studierte Wirtschaft, Soziologie und Politikwissenschaft an der Ludwig-Maximilians-Universität München mit je einem Semester am Institut d’études politiques de Paris (Sciences Po) und der Freien Universität Berlin und schloss 1968 als Diplom-Volkswirt ab. Es folgte von 1968 bis 1970 ein Aufbaustudium der Politikwissenschaft, Soziologie und Sozialanthropologie an der University of California, Berkeley. Mit einer Arbeit zum Thema „politische Kultur“ wurde er 1971 am Geschwister-Scholl-Institut der LMU München zum Dr. oec. publ. promoviert.
Anschließend folgte er Theo Stammen als wissenschaftlicher Assistent an die Pädagogische Hochschule Rheinland in Aachen, unterbrochen von einem DFG-finanzierten Forschungsaufenthalt in Kenia am Institut für Afrikastudien der University of Nairobi (1973–1975), und danach an die Universität Augsburg. Dort habilitierte er sich 1979 mit einer Schrift über Tradition und Wandel in Kenia, für die er sieben große ethnische Gruppen vergleichend analysierte, in Politikwissenschaft. Im selben Jahr schloss er mit einer strukturellen und kulturellen Analyse der sozialen und wirtschaftlichen Grundlagen der Politik in Kenia seinen Ph.D. in Berkeley ab.
Danach lehrte er als Privatdozent an der Universität Augsburg, übernahm Lehrstuhlvertretungen am Geschwister-Scholl-Institut der Universität München (1980–1982) sowie an der Katholischen Universität Eichstätt (1982–1984) und wurde 1984 zum außerordentlichen Professor ernannt. Er folgte 1985 dem Ruf auf eine ordentliche Professur für Politikwissenschaft an der Philipps-Universität Marburg, wo er bis zu seiner Emeritierung 2009 lehrte. Dort war er 1989–1992 und 2003 Dekan des Fachbereichs Gesellschaftswissenschaften und Philosophie sowie 1993/1994 und 2001/2002 Direktor des Instituts für Politikwissenschaft.
Berg-Schlosser war 1980–1986 und 2003–2009 Mitglied von Vorstand und Beirat der Deutschen Vereinigung für Politische Wissenschaft (DVPW). Von 1988 bis 2000 leitete er das Forschungskomitee zu Democratization in Comparative Perspective der International Political Science Association (IPSA). Er war von 2003 bis 2006 Vorsitzender des European Consortium for Political Research (ECPR) und von 2006 bis 2009 Vizepräsident der IPSA. Berg-Schlosser ist Mitherausgeber der Zeitschriften International Journal of Comparative Sociology, International Political Science Abstracts, Zeitschrift für Vergleichende Politikwissenschaft und European Political Science Review.

## Schriften (Auswahl)
- (Hrsg. mit Bertrand Badie und Leonardo Morlino): Sage Handbook of Political Science. 3 Bände, Sage, London 2020.
- (Hrsg. mit Bertrand Badie und Leonardo Morlino): Political Science – A Global Perspective. Sage, London 2017.
- (mit Theo Stammen): Politikwissenschaft – eine grundlegende Einführung. Nomos, Baden-Baden, 8. Auflage 2013.
- Mixed Methods in Comparative Politics – Principles and Applications. Palgrave Macmillan, London 2012.
- (Hrsg. mit Bertrand Badie und Leonardo Morlino): International Encyclopedia of Political Science. 8 Bände, Sage, Los Angeles 2011.
- (Hrsg. mit Lasse Cronqvist): Aktuelle Methoden der Vergleichenden Politikwissenschaft. Barbara Budrich Publishers, Opladen 2012.
- Politikwissenschaft. Nomos, Baden-Baden 2013.
- Democratization. The state of the art. Budrich, 2. Auflage, Opladen 2007.
- (mit Norbert Kersting): Armut und Demokratie, Campus, Frankfurt am Main 2000. Englisch: Poverty and Democracy, ZED Books, London 2003.
- (Hrsg. mit Jeremy Mitchell): Authoritarianism and Democracy in Europe 1919–39. Comparative Analyses. Palgrave, London 2002.
- (Hrsg. mit Raivo Vetik): Perspectives of Democratic Consolidation in Eastern Europe. Columbia University Press, New York 2001.
- (Hrsg. mit Jeremy Mitchell): Conditions of Democracy in Europe, 1919–1939 – Systematic Case Studies. Macmillan, London 2000.
- Empirische Demokratieforschung. Exemplarische Analysen. Campus, Frankfurt am Main 1999.
- Perspektiven der Demokratie. Probleme und Chancen im Zeitalter der Globalisierung. Campus, Frankfurt am Main 1999.
- (Hrsg. mit Sven Quenter): Literaturführer Politikwissenschaft. Eine kritische Einführung in Standardwerke und „Klassiker“ der Gegenwart. Kohlhammer, Stuttgart 1999.
- Vergleichende Politikwissenschaft. Ein einführendes Studienhandbuch. VS Verlag für Sozialwissenschaften, 3. Auflage, Wiesbaden 1997.
- Tradition and change in Kenya. A comparative analysis of 7 major ethn. groups. Schöningh, Paderborn 1984 (zugleich: Habil.-Schrift, Universität Augsburg, 1978).
- Politische Kultur. Eine neue Dimension politik-wissenschaftlicher Analyse. Vögel, München 1972.